# Wayuu

Wayuu (också Wayu, Wayúu, Guajiro, Goajiro, Wahiro) är ett ursprungsfolk som lever på Guajirahalvön i norra Colombia och nordvästra Venezuela. Wayuu-språket tillhör språkfamiljen Maipuran (Arawak).

## Geografi

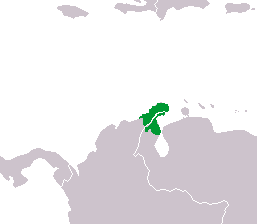
Område i grönt på Guajirahalvön som bebos av Wayuu.

Wayuu bor på den torra Guajirahalvön som går ut i Karibiska havet. Största delen av halvön tillhör Colombia och är en del av departementet La Guajira, medan en remsa i sydöst tillhör delstaten Zulia i Venezuela.Två floder flyter genom denna miljö; Rancheria-floden i Colombia och El Limón-floden i Venezuela. De representerar den huvudsakliga källan till vatten tillsammans med konstgjorda dammar som är utformade för att hålla regnvatten under regnperioden.
Området har ekvatoriska årstider: en regnperioden från september till december, som de kallar Juyapu; en torrperiod, kallad Jemial från december till april; en andra regnperiod, Iwa, från april till maj, och en lång andra torrperiod från maj till september.

## Historia
Wayuu hamnade aldrig under spanjorernas kontroll men de två grupperna befann sig i ett mer eller mindre permanent krig. Uppmärksammade uppror ägde rum 1701 (när de förstörde en kapucinmissionsstation), 1727 (när mer än 2000 män anföll spanjorerna), 1741, 1757, 1761 och 1768. Guvernör Soto de Herrera beskrev dem år 1718 som "barbarer, hästtjuvar, värdiga att dö, utan Gud, utan lag och utan kung". Till skillnad från andra ursprungsbefolkningar i Colombia, lärde sig wayuu att hantera skjutvapen och att rida på hästar.
År 1769 tillfångatog spanjorerna 22 wayuus för att bygga fästningarna i Cartagena. Som svar på detta brände wayuu ner en by den 2 maj 1769 vid El Rincón, nära Río de la Hacha, inklusive den kyrka som fanns med två spanjorer som hade tagit tillflykt i kyrkan. De tillfångatog också prästen. Spanjorerna skickade omedelbart en expedition från El Rincón för att gripa upprorsmakarna. Denna styrka leddes av José Antonio de Sierra, samma mestis som hade lett den tidigare expedition då 22 wayuus tillfångatagits. Sierra och hans män blev igenkända och tvingades in i ett hus som brändes ner. Sierra och åtta av hans män dog.
Denna framgång var snart känd i andra wayuuområden och fler anslöt till upproret. Enligt spanjoren Pedro Messía Corea de la Cerda var som mest 20 000 rebeller delaktiga. Många hade skjutvapen som förvärvats från engelska och nederländska smugglare, ibland även från spanska. Dessa gjorde det möjligt för rebellerna att anfalla nästan alla bosättningar i regionen, och bränna ner dessa. Enligt myndigheterna dödades mer än 100 spanjorer och många andra tillfångatogs. Många nötkreatur beslgtogs också. De spanjorer som kunde flydde till Río de la Hacha och skickade brådskande bud till Maracaibo, Valle de Upar, Santa Marta och Cartagena. Cartagena skickade 100 trupper. Wayuu var dock splittrade. Sierra hade släktingar bland wayuu och dessa vände sig mot rebellerna. De två grupperna kämpade vid La Soledad. Dessa inre motsättningar, och ankomsten av spanska förstärkningar ledde till att upproret kom av sig, men inte innan wayuu hade återvunnit en stor del av sitt territorium.

### Kristnandet
Missionsverksamheten bland wayuu hade i det närmaste upphört under upprorstiden men återupptogs 1887 då kapuchinmunkarna återvände under ledning av José María de Valdeviejas. År 1905 skapade påven Pius X Vicariaten av La Guajira med fader Atanasio Vicente Soler y Royo som högst ansvarig med syfte att kristna och civilisera wayuu.
Munkarna grundade sedan ett antal barnhem för wayuubarnen vilket redan hade börjat 1903 med barnhemmet La Sierrita i Sierra Nevada de Santa Martabergen. Detta följdes av San Antoniobarnhemmet vid Calancalafloden 1910 och barnhemmet Nazareth i Serrania de Macuirabergen 1913. Detta medförde ett direkt inflytande över bosättningarna i barnhemmens närområden på platser som Guarrachal, El Pájaro, Carazúa, Guaraguao, Murumana, Garra Patamana och Karraipía. Genom Nazareth kunde man nå bosättningarna Taroa, Maguaipa, Guaseipá och Alpanapause. Munkarna besökte regelbundet dessa bosättningar och inbjöd wayuu att delta i sina mässor och gudstjänster. Wayuubarnen utbildades i traditionell europeisk kultur och fick lära sig spanska.

## Demografi
Enligt en folkräkning från 1997 utgjorde wayuubefolkningen i Colombia ungefär 144 003 vilket motsvarade 20 procent av landets totala amerindiska befolkning och 48 procent av befolkningen i departementet La Guajira. Wayuu bebor ett 10 800 kvadratkilometer stort område fördelat inom cirka tio reservat varav åtta är belägna söder om departementet (inklusive ett stort som heter Carraipia).
I Venezuela uppskattas wayuubefolkningen till 293 777, enligt 2001 års folkräkning, varav cirka 60 000 personer bor i staden Maracaibo. Detta gör wayuu till den största ursprungsbefolkningen i Venezuela, som representerar 57,5% av den amerindiska befolkningen.
Wayuusamhällena är inte jämnt fördelade i dessa områden eftersom befolkningen är koncentrerad främst till utkanten av bosättningar som Nazareth och Jala'ala, på slätten Wopu'uin och Uribia, och inom kommunerna Maicao och Manaure, där befolkningstätheten tillhör den högsta på halvön. Denna oregelbundna fördelning är nära relaterad till regionens regn- och torrperioder. Under torrsäsongen passerar en betydande del av befolkningen gränsen till Venezuela för att arbeta i staden Maracaibo och dess närliggande bosättningar. När regnperioden börjar, tenderar dessa wayuu att återvända till sina hem på den colombianska sidan.
Wayuu kallar sig bara "wayuu". De använder termerna kusina eller indian för att referera till andra etniska ursprungsgrupper.

## Livsstil
En traditionell wayuubosättning består av fem eller sex hus. Varje bosättning är uppkallad efter en växt, ett djur eller en geografisk plats. Ett territorium som innehåller många bosättningar är uppkallat efter moderns efternamn; det vill säga samhället är matrilinealt. Wayuubosättningar är vanligtvis isolerade och långt ifrån varandra för att undvika att getjordarna blandas.
Det typiska huset kallas en piichi eller miichi, vanligtvis uppdelad i två rum med hängmattor att sova i och personliga tillhörigheter som plånböcker, väskor (mochilas) och lerkärl för vatten.
Wayuu är kända för sitt hantverk av mochilas. Det finns många olika stilar. En susu är en ryggsäck som typiskt är 20-30 cm bred och 35 cm hög. Karaktäristiska för tygerna är dekorationsmönstren vilka hämtar inspiration från naturen.
Husen är antingen rektangulära eller halvcirkelformiga. Nära huvudhuset finns ett gemensamt område som kallas luma eller enramada, vilket kan liknas vid ett vardagsrum. Det är konstruerat av sex pelare med ett platt tak och används för vardagliga arbetsuppgifter och för besökare. Familjemedlemmarna hänger sina hängmattor där för siesta.
Traditionellt är väggarna gjorda av yotojoro - lerklining av lera, hö och torkade sockerrör, men vissa wayuu använder numera modernare konstruktioner med cement och andra material. Det föredragna materialet för takläggning och för yotojoroarbete är dolkkatusen (Stenocereus griseus), som kallas yosú. Ordet yotojoro hänvisade ursprungligen till yosúkaktusens trälika inre struktur. Denna växt används för många andra ändamål: den planteras för att skapa levande staket runt betesmarker; unga skott blir föda till getter; frukten (iguaraya) är omtyckt att äta. Eftersom efterfrågan på yosú är mycket stor säsongsvis som mat och byggmaterial finns det emellanåt ingen tillgång till kaktusen. Det finns således behov av att utveckla tekniker så att man kan odla denna växt. Som alternativ används andra växter, till exempel trupillo eller turpio (Prosopis juliflora), jattá (Haematoxylum brasiletto), kapchip (Capparis zeylanica) och kayush (Cereus Repandus).

## Musik och dans
Traditionell wayuumusik är nära knuten till ekonomi och socialt liv. Till exempel sjöng de för sin boskap. De använde också musik för möten, fester och begravningar. Yonna är en traditionell dans som används för att hedra gästerna. Majayuraen är ritualen för den "unga wayuujungfrun", där kvinnan dansar mot mannen för äktenskap, medan andra män utför rytmer med sina traditionella instrument tills männen tumlar runt på marken.
Traditionella musikinstrument inkluderar kashi, sawawa (typ av flöjt), ma'asi, toto och taliraai (typ av flöjt), wootoroyoi (typ av klarinett), bland andra.